# Корејски залив
Корејски залив или Западнокорејски залив (кореј. 서조선만, 서한만) залив је у Азији, северни део Жутог мора. Налази се између кинеске провинције Љаонинг и севернокорејске провинције Северни Пјонган.
Полуострво Љаодонг са градом Даљеном на крајњем југу га одвајају од Бохајског мора.
Река Јалу која је граница између Кине и Северне Кореје се улива у Корејски залив између Дандунга (Кина) и Синвидзуа (Северна Кореја).